# Нартанг
Нарта́нг – первое буддийское издательство в СССР и затем в России. Основано в 1990 году советским и российским буддологом и переводчиком, кандидатом исторических наук Андреем Терентьевым. Специализируется на издании книг по буддизму и истории Тибета.

## История
Издательство было основано в 1990 году как филиал одноименного тибетского издательства, созданного в ставке Далай-ламы в Дхарамсале. На тот момент в СССР была запрещена публикация книг вне издательств. При этом ни одно из советских издательств не взялось бы печатать буддийскую литературу, поскольку на это не мог дать разрешение Горлит.
В 1991 году издательство выпустило первую книгу – сборник произведений Далай-ламы “Буддизм Тибета”. Он стал первой изданной в СССР буддийской книгой.
В конце 1991 года после распада СССР издательство отделилось от тибетского “Нартанга”.
В 1992 году издательство начало выпуск журнала “Буддизм в России”, посвященного объяснению буддийских текстов, истории буддизма в России.
В 2016 году издательство отметило 25-летие выпуска первой книги.
В 2019 году издательство выпустило шестое исправленное издание “Ламрим Ченмо” (“Большое руководство к этапам Пути Пробуждения”) Чже Цонкапы.

## Название
Тибетское и российское издательства названы в честь буддийского монастыря “Нартанг”, основанного  в 1153 году Тумтоном Лодро Дракпой. В монастыре был впервые составлен тибетский буддийский канон – Кангьюр (Ганджур) и Тэнгьюр (Данджур).

## Книги
C 1991 года издательство выпустило более 30 книг и 44 выпуска журнала «Буддизм России». Все книги печатаются в сотрудничестве с ведущими буддологами России.
Издательство впервые в мире опубликовало полностью переведенные с тибетского языка два главных произведения Чже Цонкапы – Ламрим Ченмо и Нагрим Ченмо – многотомники с изложением всей системы буддийской духовной практики.
Издательство также выпустило мемориальный фотоальбом “Буддизм в России – царской и советской”, где были впервые опубликованы 454 редкие архивные фотографии, посвященные истории этого учения в нашей стране, преследованию буддийских учителей в период сталинских репрессий и возрождению буддизма с началом горбачевской перестройки.